# Marc Lévy
Marc Levy (16 de outubro de 1961) é um escritor francês, autor de catorze romances, entre eles A próxima vez e E se fosse verdade, este último deu origem ao filme E se fosse verdade (filme) , adaptado em 2005.

## Produção literária
E se fosse verdade conta a história de Lauren, residente de medicina que sofre um acidente de carro, entra em coma e fica à beira da morte. Seu espírito vai parar na casa de um arquiteto, Arthur. Com a convivência, os dois acabam se apaixonando, e Arthur toma para si a responsabilidade de cuidar de Lauren enquanto ela está em coma. A história fez tanto sucesso que foi adaptada ao cinema, protagonizada por Reese Witherspoon e Mark Ruffalo, com produção de Steven Spielberg. 
O autor continua a história em seu romance Encontrar você. Todos os quatro romances que escreveu são considerados best-sellers, e contam com seis milhões de unidades vendidas em mais de 30 países.
Os críticos já o consideram um novo talento da escrita, que escreve histórias excepcionais, muito criativas e com temas pouco usuais. 
No seu tempo livre, Marc Levy dedica-se ao cinema. Já realizou a sua primeira curta-metragem, para a Anistia Internacional e é já autor de dois guiões. Como projectos futuros, deseja realizar a sua primeira longa-metragem. Enquanto isso vive em Londres com Louis, o seu filho. 

## Obras publicadas
| Ano  | Título original                             | Título em Portugal                 | Adaptação (ano)                                  |
| ---- | ------------------------------------------- | ---------------------------------- | ------------------------------------------------ |
| 2000 | Et si c'était vrai                          | E Se Fosse Verdade…                | Cinema: Just Like Heaven (2005)                  |
| 2001 | Où es-tu?                                   |                                    | Televisão: 2007                                  |
| 2003 | Sept jours pour une éternité                | Sete Dias Para a Eternidade        | Banda desenhada: I parte (2010); II parte (2011) |
| 2004 | La prochaine fois                           | A Próxima Vez                      | Não                                              |
| 2005 | Vous revoir (suite de Et si c'était vrai)   | Voltar a Encontrar-te              | Não                                              |
| 2006 | Mes amis, mes amours                        | Meus Amigos, Meus Amores           | Cinema: Mes Amis, Mes Amours (2008)              |
| 2007 | Les enfants de la liberté                   | Os Filhos da Liberdade             | Não                                              |
| 2008 | Toutes ces choses qu'on ne s'est pas dites  | As Coisas Que Nunca Dissemos       | Não                                              |
| 2009 | Le premier jour                             | O Primeiro Dia                     | Não                                              |
| 2009 | La première nuit (suite de Le premier jour) | A Primeira Noite                   | Não                                              |
| 2010 | Le voleur d'ombres                          | Ladrão de Sombras                  | Não                                              |
| 2011 | L'étrange voyage de Monsieur Daldry         | A Estranha Viagem do Senhor Daldry | Não                                              |
| 2012 | Si c'était à refaire                        | Se Pudesse Voltar Atrás            | Não                                              |
| 2013 | Un sentiment plus fort que la peur          |                                    | Não                                              |
| 2015 | Elle & lui                                  | P.S. de Paris                      | Não                                              |